# David Galula
Pour les articles homonymes, voir Galula.
David Galula, né en 1919 à Sfax en Tunisie et mort le 11 mai 1967 à Arpajon, est un officier et penseur militaire français, théoricien de la contre-insurrection. Issu d'une famille de marchands juifs tunisiens, dont les membres sont naturalisés français en 1929, David Galula est élevé au Maroc, où il fréquente le lycée Lyautey de Casablanca.
Diplômé de Saint-Cyr en 1940, David Galula est rayé des cadres l’année suivante en application des lois sur le statut des Juifs du régime de Vichy. Réintégré en 1943, il participe aux combats qui l’emmènent jusqu’au cœur de l’Allemagne. En Algérie, il participe aux opérations militaires françaises. Puis il s'installe aux États-Unis où il théorise une approche renouvelée de la guerre contre-révolutionnaire, dont l'enjeu premier est de conquérir le soutien de la population plutôt que d'éliminer les forces insurgées ; il théorise l'usage de méthodes psychologiques, politiques et policières plutôt que les méthodes militaires classiques.
Selon le quotidien français Le Figaro en 2008, « peu connus en France à l'époque, les travaux de Galula ont en revanche fortement influencé la communauté militaire américaine qui considère l'officier comme le principal stratège français du XXe siècle. “Le Clausewitz de la contre-insurrection”, ose même David Petraeus, chef des forces américaines en Irak, puis en Afghanistan ». Il est l'une des trois références mentionnées dans le manuel de contre-insurrection de l'armée américaine.
Disparu prématurément à 48 ans, il a aussi écrit, sous le pseudonyme de Jean Caran, un roman picaresque inspiré par son expérience en Chine, décrivant la manière dont les Chinois de Hong Kong contournaient les contraintes coloniales en tirant « les moustaches du tigre » britannique.

## Biographie

### Famille
Petit-fils de David Galula, marchand d'huile d'olive et doyen de la communauté juive de Sfax, il est le sixième enfant d’Albert Galula et Julie Cohen. Sa famille obtient la nationalité française, le 28 octobre 1924, après l'application du décret Crémieux, puis émigre en 1926, au Maroc où il rejoint le lycée Lyautey de Casablanca en 1930. Il a six sœurs, et sa cousine est la physicienne Magda Ericson.

### Carrière militaire
Il fait ses études à Saint-Cyr avec la promotion n° 126 de l'Amitié franco-britannique de 1939-1940.
Rappelé à Aix-en-Provence après l'armistice du 22 juin 1940 pour terminer sa formation, il est radié des cadres en 1941, en application des lois concernant le statut des Juifs. Il retourne au Maroc. En 1943, il est réintégré dans l'infanterie coloniale, participe à la libération de la France puis est blessé lors des combats de l'île d'Elbe.
En 1945, à la Libération, il accompagne le colonel Jacques Guillermaz en Chine, où celui-ci a été nommé attaché militaire d’ambassade. Galula est fait prisonnier par les troupes communistes, puis libéré grâce à une intervention américaine. Il rencontre en 1948 sa future épouse, Ruth Morgan, une diplomate de l’ambassade des États-Unis à Nankin (alors capitale de la Chine de Chang Kai-Tchek). Durant cette période, il étudie les théories du stratège Mao Tsé-Toung. En 1948, membre de la Mission des Nations unies dans les Balkans (UNSCOB), il observe la guerre civile grecque. De 1952 à février 1956, il est attaché militaire au consulat français de Hong Kong. Il  rencontre aux Philippines le futur responsable de la contre-insurrection américaine, le général Edward Lansdale alors en train d'achever sa victoire contre l’insurrection communiste des Hukbalahap, et en Indochine le général Raoul Salan, commandant  de janvier 1952 à mai 1953.
D'août 1956 à avril 1958, il commande en Algérie la 3e compagnie du 45e bataillon d'infanterie coloniale. Il applique dans le secteur dont il a la charge, en Kabylie, les méthodes de contre-insurrection qu'il a tirées de ses observations antérieures. Ses résultats sont remarqués. Son avancement, jusque-là assez lent, s'accélère brusquement. Invité pour des conférences à l'étranger, il est affecté à l'État-Major de la défense nationale.
Il prend sa retraite avec le grade de lieutenant-colonel.

### Auteur
En 1962, il demande sa mise en congé sans solde pour partir étudier aux États-Unis où il devient chercheur associé à l'université Harvard. Il se lie avec le général William Westmoreland (futur commandant des troupes américaines au Viêt Nam) qui lui obtient un poste à Harvard auprès d’Henry Kissinger (futur secrétaire d’État), dont il devient très proche. Il rédige deux ouvrages sur son expérience et sa conception du combat de contre-insurrection que la RAND Corporation fait publier.
Il revient par la suite en France, puis au Royaume-Uni où il travaille pour l’OTAN.
Ses travaux, tombés dans les oubliettes de l'histoire, sont restés dans les archives jusqu’en 2003. Pendant la guerre en Irak, les Américains doivent faire face à une insurrection qu'ils n'arrivent pas à maîtriser. En 2005, l'US Army redécouvre le livre de David Galula sur la contre-insurrection, et son analyse est estimée si intéressante que sa théorie est enseignée aux officiers stagiaires. Le général David Petraeus qualifie Galula de penseur philosophique et stratège militaire français le plus important du XXe siècle. La communauté militaire américaine le considère aujourd'hui comme l'un des principaux stratèges français du XXe siècle aux côtés de Roger Trinquier et Bernard B. Fall. Le général d'armée David Petraeus, qui signe la préface de l'édition française de Contre-insurrection : Théorie et pratique, reconnaît avoir été inspiré par lui durant la Guerre d'Irak.
Galula est également à l'origine de la création de Radio France internationale.

## Décoration
- Chevalier de la Légion d'honneur en 1961

## Ouvrages
Roman (sous le pseudonyme de Jean Caran)
- Les Moustaches du Tigre, Flammarion, 1965[9] (ISBN 978-2080500861).

Ouvrages militaires
- (en) David Galula, Roger Trinquier, Napolean D Valeriano, George K Tanham et Charles T r Bohannan, Psi Classics of the Counterinsurgency Era, City, Praeger Pub Text, 2006 (1re éd. 1968) (ISBN 978-0-275-99310-8)
- (en) David Galula, Pacification in Algeria, 1956-1958, Santa Monica, CA, RAND Corp, 2006, 460 p. (ISBN 978-0-833-03920-0)
- David Galula et Julia Malye, Pacification en Algérie : 1956-1958, Paris, Les Belles lettres, 2016 (ISBN 978-2-251-31017-6)
- (en) David Galula, Counterinsurgency warfare : theory and practice, Westport, CT, Praeger Security International, 2006, 106 p. (ISBN 978-0-275-99303-0)
- David Galula (trad. de l'anglais américain par Philippe de Montenon, préf. David H. Petraeus), Contre-insurrection : théorie et pratique, Paris, Economica, coll. « Stratégies & doctrines », 2008, 213 p. (ISBN 978-2-717-85509-8)

## Dans la culture populaire
- (en) Seymour Topping, The Peking letter : a novel of the Chinese civil war, New York, PublicAffairs, 1999, 300 p. (ISBN 978-1-891-62035-5) (le personnage de Jean Leone est inspiré de David Galula)

#### Ouvrages
- A A Cohen, Galula: The Life and Writings of the French Officer Who Defined the Art of Counterinsurgency, Praeger, 2012  (ISBN 978-1-4408-0049-8).
- Giuseppe Gagliano,La guerra rivoluzionaria nella riflessione strategica francese , Fuoco Edizioni, 2015  (ISBN 8864580484).
- Driss Ghali, David Galula et la théorie de la contre-insurrection, Éditions Complicités, 2019  (ISBN 9782351202012).
- Ann Marlowe, David Galula : His Life and Intellectual Context, Strategic Studies Institute, US Army War College, 2010 (en ligne)
- Gregor Mathias, Galula in Algeria: Counterinsurgency Practice versus Theory, Praeger, 2011  (ISBN 978-0-313-39575-8).
- Gregor Mathias, David Galula. Combattant, espion, maître à penser de la guerre contre-révolutionnaire, Economica, Guerres & Guerriers, 2012  (ISBN 978-2-7178-6153-2).
- Elie Tenenbaum, Partisans et centurions. Une histoire de la guerre irrégulière au XXe siècle, Perrin, 2018  (ISBN 9782262065324), p. 278-280 et p. 409-411.
- Jérémy Rubenstein, Terreur et séduction: une histoire de la doctrine de la guerre révolutionnaire, la Découverte, 2022 (ISBN 978-2-348-05736-6).

#### Articles
- Edouard Joly, "Du terrorisme à la guerre civile ? Notes sur David Galula et sa pensée de la contre-insurrection", Le Philosophoire 2017/2 (n° 48), pp. 187 à 199. https://www.cairn.info/revue-le-philosophoire-2017-2-page-187.htm?contenu=resume#
- Matthieu Meissonnier, "De Clausewitz à Galula, la singularité de la guerre contre-insurrectionnelle", Défense nationale, Octobre 2009. http://www.defnat.com/pdf/MEIS-10-09.pdf
- Bernard Penission, "David Galula (1919-1967)", site de l'Institut géopolitique et culturel Jacques Cartier - Poitiers, 17 avril 2017. https://www.institut-jacquescartier.fr/tags/contre-insurrection/
- B. Valeyre et A. Guerin, "De Galula à Petraeus. L'héritage français dans la pensée américaine de la contre-insurrection", Cahier de la recherche doctrinale, Mai 2009, 70 p. http://www.bleujonquille.fr/documents/docs/Galula_Petraeus.pdf